# マリア・アンヌンツィアータ・フォン・ネアペル＝ジツィリエン
マリア・アンヌンツィアータ・フォン・ネアペル＝ジツィーリエン（Maria Annunziata von Neapel-Sizilien, 1843年3月24日 - 1871年5月4日）は、オーストリア大公カール・ルートヴィヒの2度目の妃。オーストリア帝位継承者フランツ・フェルディナント大公の母。イタリア語名はマリーア・アンヌンツィアータ・ディ・ボルボーネ＝ドゥエ・シチリエ（Maria Annunziata di Borbone-Due Sicilie）。

## 生涯
両シチリア国王フェルディナンド2世とその王妃マリーア・テレーザの長女として、カゼルタで生まれた。
1862年10月21日、ヴェネツィアでカール・ルートヴィヒと結婚した。当時すでに両シチリア王国は滅亡し、統一イタリア王国が成立していたが、ヴェネツィアはまだオーストリア帝国領であった。2人は3男1女をもうけた。
- フランツ・フェルディナント（1863年 - 1914年）
- オットー・フランツ（1865年 - 1906年） - 皇帝カール1世の父
- フェルディナント・カール（1868年 - 1915年）
- マルガレーテ・ゾフィー（1870年 - 1902年） - ヴュルテンベルク公アルブレヒトと結婚

1871年、結核のためにウィーンで28歳の若さで亡くなった。

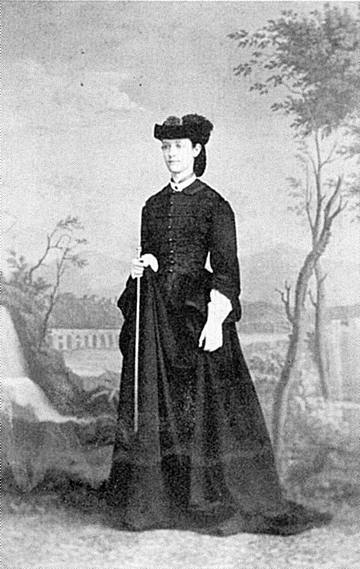
マリア・アンヌンツィアータ